# 医療格差
医療格差（いりょうかくさ）とは、医療におけるあらゆる格差のこと。
以下では特に断り書きのない限り、医療サービスの消費者（患者）側からみた格差について、日本における事例を述べている。

## 概要
医療費は増加傾向にあるため、政府は支出を抑制するために施策を講じている。
- 医療制度を改正し、医療費を下げる
- 公的支援を縮小・廃止する

これらの政策によって、様々なところでひずみが生じることになる。
大きく分けて、
- 医師、病院の偏在による、地域間における医療サービスの格差
- 医療サービスの高付加価値化、高額化により、所得によって受けられる医療サービスに格差がでる

が取り上げられる。

## 地理的要因による格差
医師の初期研修制度等により地方の中核病院から医師の引き上げが起こり、診療科を維持できない病院が続出した。そのため地理的要因により適切な科にかかれない事態に陥るケースも出た。

## 収入による格差
医療費抑制のための施策の例として、健康保険の本人負担の引き上げなどが挙げられる。これらによって、生活保護を受給していたり、低所得者の層は十分な医療サービスが受けられないという指摘がある。

## 診療科特有の問題
診療科によっても偏在があり、特に激務を強いられる小児科や、医療事故の訴訟リスクにより集約化・閉鎖が相次いでいる産婦人科（詳細は、出産難民を参照）で格差の懸念がある。

### 小児科
小児科の医師減少については、以下の指摘がある。
- 他の医科に比べ女性医師の比率が高い。だが、出産、育児休暇等の労働環境が整っていないため、続けたい意志を持っていても、結婚、出産を機にやめる医師が多い。
- 対象が子供であるため、大人以上に手間がかかるにもかかわらず、報酬は変わらない